# Călțuna, Buzău
Călțuna este un sat în comuna Smeeni din județul Buzău, Muntenia, România. Se află în zona de câmpie din partea de sud a județului.